# 飯高次元
代数幾何学において、代数多様体 X 上の直線束 L の 飯高次元 (Iitaka dimension) とは、L によって決定される射影空間への有理写像の像の次元のことである。これは L の section ring
{\displaystyle R(X,L)=\bigoplus _{d=0}^{\infty }H^{0}(X,L^{\otimes d})}
の次元よりも 1 小さい。
L の飯高次元は常に X の次元以下である。L が効果的でないならば、L の飯高次元は普通、{\displaystyle -\infty } と定義されるか、もしくは単に負であるとする（初期の文献では −1 と定義することもあった）。L の飯高次元は L-次元と呼ばれることもあり、一方、因子 D の次元は D-次元と呼ばれる。飯高次元は、Shigeru Iitaka (1970, 1971) により導入された。

## 大きな直線束
直線束が大きいとは、飯高次元が最大であることを言う。すなわち、飯高次元が基礎多様体の次元に等しいことを言う。大きいという性質は、双有理不変量である。f: Y → X が多様体の双有理写像であり、L が X 上の大きな直線束であれば、f*L は Y 上の大きな直線束である。
すべての豊富な直線束は、大きな直線束である。
大きな直線束は、X の双有理同型射とその像を決定するとは限らない。例えば、C を超楕円曲線（例えば種数 2 の曲線）とすると、その標準束は大きいが、それが決定する有理写像は双有理同型でない。そのかわり、それは C の標準曲線（これは有理正規曲線である）の 2 : 1 の被覆である。

## 小平次元
滑らかな多様体の標準束の飯高次元は、小平次元と呼ばれる。

## 飯高予想

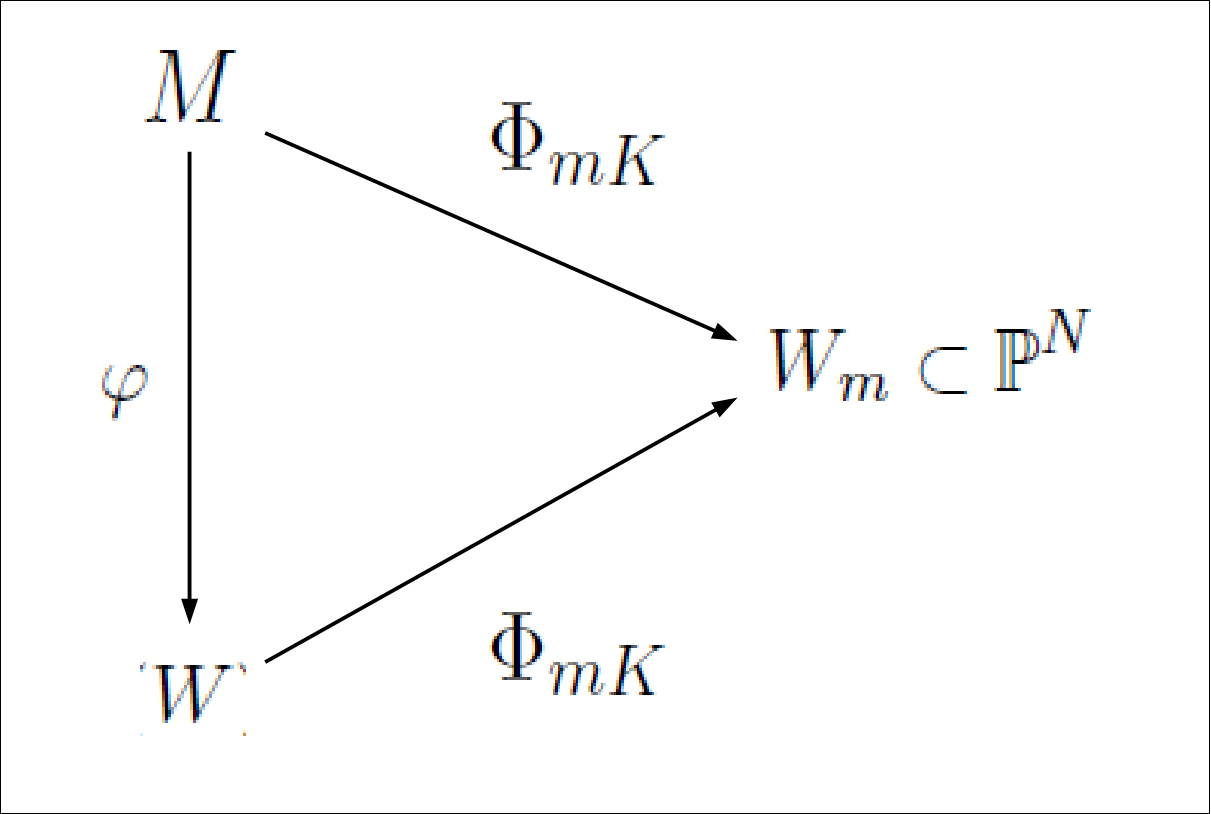
m-多重写像は双有理不変量である。P_{m}(M) = P_{m}(W).

以下は、複素代数多様体で考える。

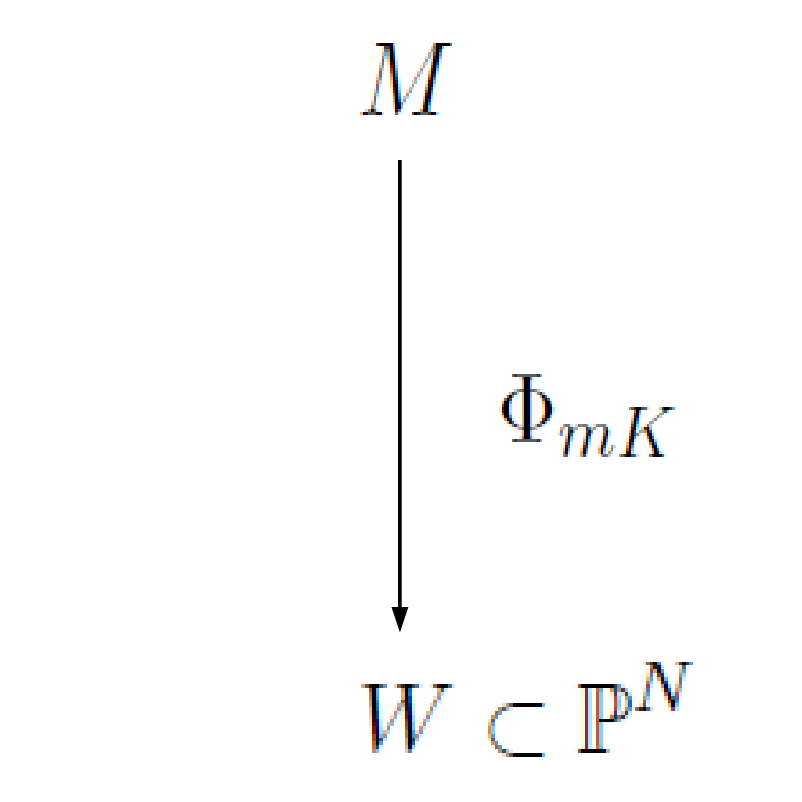
複素多様体 M から W への m-多重種数写像は、ファイバー構造を引き起こす。

K を M 上の標準束とする。Km の正則切断 H0(M, Km) の次元を Pm(M) で表し、m-種数 (m-genus) と呼ぶ。
{\displaystyle N(M)=\{m\geq 1\mid P_{m}(M)\geq 1\}}
とおくと、N(M) は m-種数がゼロでないときの全て正の整数の集合となる。N(M) が空集合ではないとき、{\displaystyle m\in N(M)} に対して、m-多重写像 {\displaystyle \Phi _{mK}} は次の写像と定義される。
{\displaystyle {\begin{aligned}\Phi _{mK}:&M\longrightarrow \ \ \ \ \ \ \mathbb {P} ^{N}\\&z\ \ \ \mapsto \ \ (\varphi _{0}(z):\varphi _{1}(z):\cdots :\varphi _{N}(z))\end{aligned}}}
ここで、{\displaystyle \varphi _{i}} は、H0(M, Km) の基底である。すると、{\displaystyle \Phi _{mK}} の像 {\displaystyle \Phi _{mK}(M)} は、{\displaystyle \mathbb {P} ^{N}} の部分多様体として定義される。
ある m に対し、{\displaystyle \Phi _{mk}\colon M\rightarrow W=\Phi _{mK}(M)\subset \mathbb {P} ^{N}} を m-多重写像とする。ここに W は射影空間 PN に埋め込まれた複素多様体である。
小平次元 κ(M) = 1 である曲面の場合は、上記の W は楕円曲線である曲線 C (κ(C) = 0) となる。この事実を一般の次元に拡張し、右上の図に示すような解析的ファイバー構造を得たい。
双有理写像 {\displaystyle \varphi \colon M\longrightarrow W} が与えられると、m-多重種数写像は左の図に描かれている可換図式をもたらす。これは、{\displaystyle \Phi _{mK}(M)=\Phi _{mK}(W)} であることを意味する、つまり、m-多重種数写像は、双有理不変である。

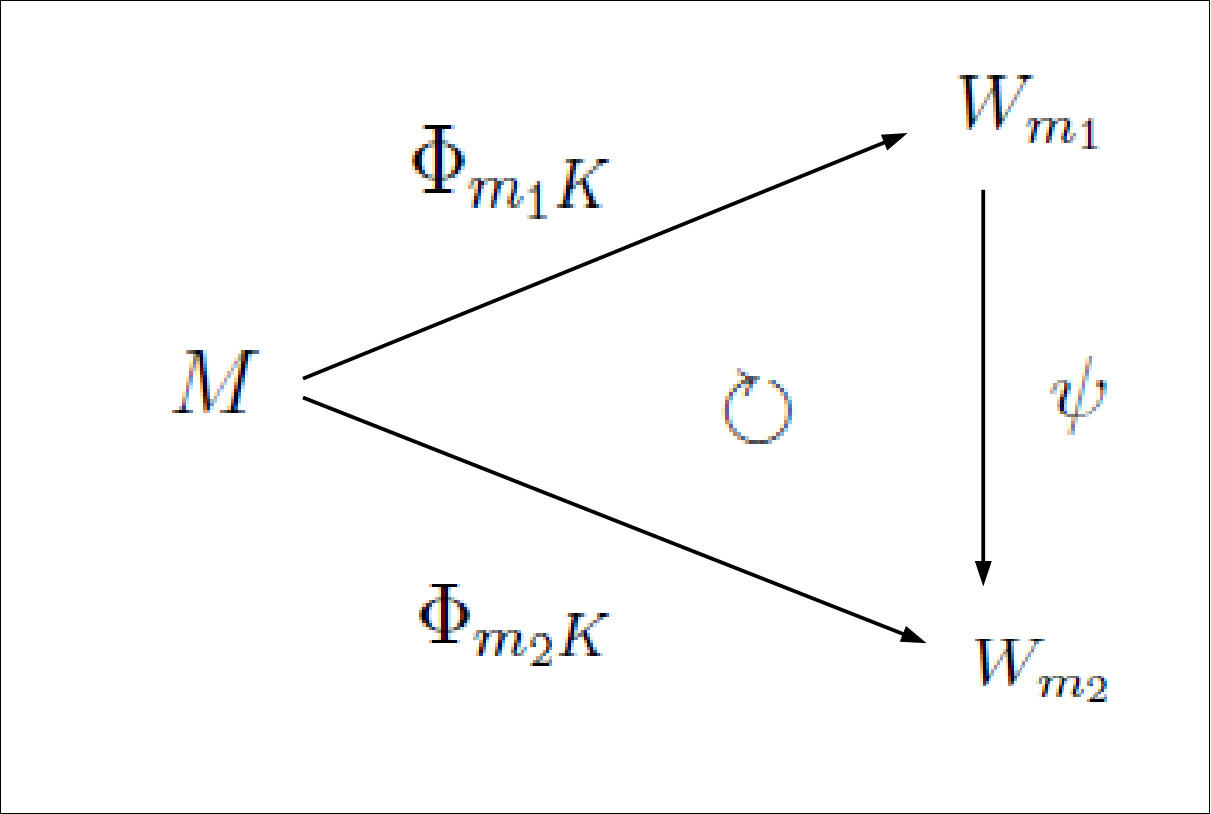
射影空間における双有理写像 ψ: W_{m1} → W_{m2} の存在

飯高は、n 次元コンパクト複素多様体 M で小平次元 κ(M) が 1 ≤ κ(M) ≤ n − 1 を満たす場合、十分に大きな m1 と m2 が存在して、{\displaystyle \Phi _{m_{1}K}\colon M\longrightarrow W_{m_{1}}(M)} と{\displaystyle \Phi _{m_{2}K}:M\longrightarrow W_{m_{2}}(M)} が双有理同値となることを示した。このことは双有理写像 {\displaystyle \varphi \colon W_{m_{1}}\longrightarrow W_{m_{2}}(M)} が存在することを意味している。
さらに、{\displaystyle M} に双有理同値な {\displaystyle M^{*}} と、{\displaystyle W_{m_{1}}} と {\displaystyle W_{m_{1}}} の両方に双有理同値な {\displaystyle W^{*}} をうまく選んで、
{\displaystyle \Phi :M^{*}\longrightarrow W^{*}}
が双有理写像で、{\displaystyle \Phi } のファイバーが単連結で {\displaystyle \Phi } の一般ファイバー
{\displaystyle M_{w}^{*}\Phi ^{-1}(w),\ \ w\in W*}
の小平次元が 0 であるようにできる。
上記のファイバー構造を飯高ファイバー空間 (Iitaka fiber space) と呼ぶ。曲面 S (n = 2 = dim(S)) の場合、W* は代数曲線となり、ファイバー構造は次元 1 であり、一般のファイバーの小平次元は 0、つまり、楕円曲線である。従って、S は楕円曲面である。これらの事実は、一般の次元 n へ拡張可能である。従って、高次元の双有理幾何学の研究は、κ = −∞, 0, n の部分の研究とファイバーが κ = 0 のファイバー空間の研究に分解される。
飯高による次の公式（飯高予想 (Iitaka conjecture) と呼ばれる）は、代数多様体、もしくはコンパクト複素多様体の分類において重要である。
飯高予想 ― {\displaystyle f\colon V\rightarrow W} を m 次元多様体 V から n 次元多様体 W へのファイバー空間とし、各ファイバー {\displaystyle V_{w}=f^{-1}(w)} は連結であるとする。このとき
{\displaystyle \kappa (V)\geq \kappa (V_{w})+\kappa (W).}
この予想は部分的にしか解かれていない。解かれている例として、モアシェゾン多様体の場合がある。分類理論は、飯高予想を解き、3次元の多様体 V がアーベル多様体であることと κ(V) = 0 かつ q(V) = 3 であることが同値であるという定理やその一般化などを導こうとする努力であるということもできるだろう。極小モデルプログラムもこの予想から導かれるかもしれない。